# 大森特亚诺什
大森特亚诺什，是匈牙利杰尔-莫雄-肖普朗州所辖的一个村。总面积30.30平方公里，总人口1809，人口密度59.7人/平方公里（2011年1月1日）。